# 서어나무속
서어나무속은 자작나무과의 속이다.
약 30~40종이 있는데 북반구의 온난한 지역에 서식한다. 대부분의 종이 동아시아에 있고, 단 두 종이 유럽에, 한 종만 북아메리카 동부에 서식한다.
전부 갈잎나무이고 잎은 어긋나며 가장자리에 톱니가 있다. 암수한그루이며 꽃차례는 유이화서이다. 열매는 견과로 층층이 포개진다. 낱낱의 견과에 날개가 달려 있는데 그 모양에 따라 종이 구분된다. 보통 10-30개의 견과가 포개져 있다.
대한민국에는 다음과 같은 종이 있다.
- C. laxiflora (Siebold et Zucc.) Blume var. laxiflora - 서어나무
- C. laxiflora var. longispica Uyeki - 긴서어나무
- C. laxiflora (Siebold et Zucc.) Blume f. macrophylla (Nakai) W.Lee - 왕서어나무
- C. tschonoskii (Siebold et Zucc.) Maxim. - 개서어나무
- C. tschonoskii var. brevicalycina Nakai - 당개서어나무
- C. cordata Blume - 까치박달
- C. turczaninovii Hance - 소사나무